# Чеканов, Анатолий Петрович
Анатолий Петрович Чеканов (13 марта 1960, Комсомольск-на-Амуре, Хабаровский край, РСФСР, СССР) — советский и российский футболист, играл на позиции нападающего.

## Карьера
Анатолий Чеканов — воспитанник группа подготовки команды «Амур» (Комсомольск-на-Амуре). В 1978 году дебютировал за основную команду в матчах Второй союзной лиге. За «Амур» играл до 1992 года. В 1993 году перешёл во владивостокский «Луч». За «Луч» в Высшем дивизионе дебютировал 2 мая 1993 года в выездном матче 9-го тура против владикавказского «Спартака», выйдя на замену на 78-й минуте вместо Юрия Ходоронка. В 1994 году находился в заявке Луча, однако матчей за клуб в том сезоне так и не провёл и покинул Владивосток. В 1999 году играл за любительский клуб «КнААПО-Смена».